# NoyceTM
NOYCE™ ist eine Düsseldorfer Elektropop-Band um den Sänger Florian Valentin Schäfer.

## Bandgeschichte
Gegründet wurde die Band Ende 1996. In dieser Zeit entstanden die ersten Songs Panique, The White Room und I Bleed for You.
Ursprünglich war 1997 die Fertigstellung des dritten Longplayers der Vorgängerband "Silence Gift" (gegründet 1989) geplant. Auf Anraten des Produzenten Olaf Wollschläger u. a. In Strict Confidence wurden die Stücke jedoch als EP Panique veröffentlicht.
Anfang 1999 trat man auf den ersten Festivals auf. Mit der Veröffentlichung des Albums The White Room (September 1999) folgte NOYCE™ der Einladung für die „Empires Tour“ der Future Pop Band VNV Nation als Support zu agieren. Im Oktober 2000 wurde die EP White Hypnotized Noise veröffentlicht.
Im September 2006 erschien nach einer längeren Pause das Album Coma, welches Platz 5 in den Deutschen Alternativ Charts (DAC) erreichte.
Anfang 2007 wurde der Song Mensch als Radio-Single ausgekoppelt und erreichte Platz 10 in den DAC, im Mai wurde dann die EP Our World in Coma veröffentlicht, welche Platz 7 in den DAC erreichte. Anschließend spielte die Band als Support auf der Tour von Funker Vogt und Anfang 2008 als „Special Guest“ bei der stilistisch ähnlichen Band Diary of Dreams.
Anfang 2009 ist Markus Poschmann als Bandmitglied dazugekommen. Er spielt bei NoyceTM Gitarre und eine singende Säge. Mitte 2009 hat der Schlagzeuger Thomas „Fleisch“ Krupatz die Band verlassen.
2010 hatte NOYCE™ einen Auftritt auf dem Wave-Gotik-Treffen in Leipzig.
Im Juli 2011 erschien das Album Past:ique, welches Platz 1 in den DAC erreichte.
Anfang 2012 kam als neues Mitglied Jens Schilling am Schlagzeug dazu.

## Sonstiges
Der Name Noyce entstand, als am Anfang der musikalischen Experimente Streicher mit Verzerrern entfremdet wurden. Dieser Lärm („noise“) stand Pate bei der Namensgebung.
Der Videoclip zu Year 03, welcher auf der DVD des Albums Limited Coma zu finden ist, wurde von Mark-Steffen Göwecke kreiert. Dafür erhielt er 2006 den Ulrich-Schiegg-Filmpreis in Silber, Kategorie Musikvideo.

## Diskografie

### Alben
- 1999: The White Room
- 2006: Coma
- 2006: Limited Coma (incl. DVD)
- 2009: Un:Welt
- 2011: Past:ique
- 2017: Love Ends

### Singles, Maxis und EPs
- 1998: Panique
- 2000: White Hypnotized Noise
- 2007: Mensch
- 2007: Our World in Coma
- 2015: Fall[Out]